# Простительное убийство
«Простительное убийство» (англ. Incident in a Small Town) — телевизионный фильм режиссёра Дэлберта Манна, вышедший в 1994 году.

## Сюжет
Дело происходит в Иллинойсе, в 1953 году. Хармон Кобб, адвокат, берётся защищать на процессе судью Белла. Белла обвиняют в убийстве мужа своей дочери. Белл не считает себя виновным, ведь он лишь защищал своего внука от жестокого отца.

## В ролях
- Уолтер Маттау — Хармон Кобб
- Гарри Морган — судья Белл
- Стефани Цимбалист — Лили Маргарет Белл
- Ник Стал — Джон Белл Трентон
- Кара Пифко — Нэнси